# Strada europea E34
La E34 è una strada europea che collega Zeebrugge a Bad Oeynhausen. Come si evince dalla numerazione, si tratta di una strada intermedia con direzione ovest-est.

## Percorso
La E34 è definita con i seguenti capisaldi di itinerario: "Zeebrugge - Anversa - Eindhoven - Venlo - Oberhausen - Dortmund - Bad Oeynhausen".